# Mabank
Mabank és un poble dels Estats Units a l'estat de Texas. Segons el cens del 2000 tenia 2.151 habitants.

## Demografia
Segons el cens del 2000, Mabank tenia 2.151 habitants, 814 habitatges, i 534 famílies. La densitat de població era de 279,6 habitants/km².
Dels 814 habitatges en un 34,9% hi vivien nens de menys de 18 anys, en un 49% hi vivien parelles casades, en un 14% dones solteres, i en un 34,3% no eren unitats familiars. En el 30,3% dels habitatges hi vivien persones soles el 15,2% de les quals corresponia a persones de 65 anys o més que vivien soles. El nombre mitjà de persones vivint en cada habitatge era de 2,58 i el nombre mitjà de persones que vivien en cada família era de 3,25.
Per edats la població es repartia de la següent manera: un 29,1% tenia menys de 18 anys, un 9,3% entre 18 i 24, un 26,4% entre 25 i 44, un 18,2% de 45 a 60 i un 16,9% 65 anys o més.
L'edat mediana era de 35 anys. Per cada 100 dones de 18 o més anys hi havia 74,8 homes.
Entorn del 7,1% de les famílies i el 9,5% de la població estaven per davall del llindar de pobresa.

## Poblacions més properes
El següent diagrama mostra les poblacions més properes.